# Большое Морское озеро
Большо́е Морско́е (устар. Майнычин-Анкаватын) — крупное озеро на северо-востоке Колымской низменности в Якутии.
Площадь озера составляет 205 км². Водосборная площадь — 382 км². Низменные и слабоизрезанные берега. Тип питания — снежно-дождевой. Ледостав с конца сентября до июня.
Из озера вытекает река Анкаваам (приток реки Большая Чукочья). Рядом находится Малое Морское озеро (Мокачен-Анкаватан) площадью 58,2 км².
В 1994 году создана особо охраняемая природная территория «Озеро Большое Морское (Озеро Большое море)» площадью 38,2 тыс. га.